# Ratpenat de cua de beina de panxa groga
El ratpenat de cua de beina de panxa groga (Saccolaimus flaviventris) és una espècie de ratpenat de la família dels embal·lonúrids que es troba a Austràlia i a Papua Nova Guinea.